# Кубок НДР з футболу 1979—1980
Кубок НДР з футболу 1979—1980 — 29-й розіграш кубкового футбольного турніру в Німецькій Демократичній Республіці після закінчення Другої світової війни. У кубку взяли участь 89 команд. Переможцем кубка Німеччини вчетверте став Карл Цейс.

## Попередній раунд
| Команда 1                  | Рахунок | Команда 2                 |
| -------------------------- | ------- | ------------------------- |
| 12 серпня 1979             |         |                           |
| Форвертс (Штральзунд)      | 2:0     | Ротатіон (Берлін)         |
| Мотор Зюд (Нойбранденбург) | 2:5     | Мотор (Бабельсберг)       |
| Мотор (Еберсвальде)        | 1:0     | Форвертс (Нойбранденбург) |

## Перший раунд
| Команда 1                      | Рахунок      | Команда 2                           |
| ------------------------------ | ------------ | ----------------------------------- |
| 7 серпня 1979                  |              |                                     |
| Хемі (Премніц)                 | 1:3          | Шталь (Геннігсдорф)                 |
| 18 серпня 1979                 |              |                                     |
| Мотор (Вольгаст)               | 0:3          | Ганза                               |
| Локомотив (Мальхін)            | 0:9          | Пошт (Нойбранденбург)               |
| 19 серпня 1979                 |              |                                     |
| Хемі (Вольфен)                 | 2:4          | Енергі (Котбус)                     |
| Хемі (Шведт)                   | 1:2          | Форвертс (Штральзунд)               |
| Хемі (Шварца)                  | 4:5          | Активіст (Ешпенгайн)                |
| Роботрон (Земмерда)            | 0:4          | Хемі Буна (Шкопау)                  |
| Мотор (Гермсдорф)              | 1:2          | Мотор (Вердау)                      |
| Люббенау 63                    | 1:7          | Хемі (Белен)                        |
| Робур (Циттау)                 | 0:1          | Фортшрітт (Бішофсверда)             |
| Гредіц                         | 1:2          | Форвертс (Дессау)                   |
| Шталь Нордвест (Лейпциг)       | 1:2          | Шталь (Бранденбург)                 |
| Грайфсвальд                    | 4:4 пен. 4:3 | Мотор (Еберсвальде)                 |
| Активіст Калі Верра (Тіфенорт) | 0:1          | Шталь (Бланкенбург)                 |
| Вісмут (Гера)                  | 2:0          | Динамо (Айслебен)                   |
| Активіст Шварце Пумпе          | 3:0          | Галблайтерверк (Франкфурт-на-Одері) |
| Активіст (Бріске-Зенфтенберг)  | 3:0          | Шталь (Айзенгюттенштадт)            |
| Фортшрітт (Вайсенфельс)        | 6:4 дч       | Мотор (Зуль)                        |
| НАРВА (Берлін)                 | 1:0          | Нойштреліц                          |
| Динамо (Шверін)                | 3:0          | Бергманн-Борсіг                     |
| Локомотив (Майнінген)          | 2:6          | Мотор (Рудішлебен)                  |
| Ауфбау (Штернберг)             | 1:0          | Шиффарт/Гафен (Росток)              |
| Форвертс-2 (Штральзунд)        | 1:2          | Вісмар                              |
| Мотор (Геннігсдорф)            | 4:0          | ІШГ Шверін                          |
| Трактор (Клетце)               | 1:0          | Локомотив (Штендаль)                |
| МАБ (Шкойдіц)                  | 1:3          | Хемі (Цайц)                         |
| Фортшрітт (Меране)             | 1:3          | Фортшрітт (Вайда)                   |
| ВіВеНа (Наумбург)              | 1:2          | Мотор (Нордгаузен)                  |
| Мотор (Нойштадт-ан-дер-Орла)   | 4:2 дч       | Хемі (Ільменау)                     |
| Форвертс (Штраусберг)          | 5:0          | Мотор (Штральзунд)                  |
| Ландбау (Бад-Лангензальца)     | 2:5 дч       | Форвертс (Плауен)                   |
| Форвертс (Каменц)              | 3:0          | Мотор ФГ (Карл-Маркс-Штадт)         |
| Енергі-2 (Котбус)              | 0:1          | Локомотив (Дрезден)                 |
| Бергманн-Борсіг-2              | 0:8          | Мотор (Бабельсберг)                 |
| Айнгайт (Вернігероде)          | 1:4          | Мотор (Веймар)                      |
| 22 серпня 1979                 |              |                                     |
| Верітас (Віттенберге-Бреезе)   | 0:3          | Бау (Росток)                        |